# Ecphysis
Ecphysis is een geslacht van vlinders van de familie spanners (Geometridae), uit de onderfamilie Larentiinae.

## Soorten
- E. roboginosa Turner, 1945